# Aéroport municipal de Hornepayne
L'aéroport municipal de Hornepayne est un aéroport situé en Ontario, au Canada.